# Русское зерно
«Русское зерно» — общество по внедрению передового аграрного опыта зарубежной Европы в период проведения столыпинской аграрной реформы.
Первое учредительное собрание состоялось 15 (28) мая 1908 года на квартире Е. П. Ковалевского. Второе учредительное собрание (на квартире члена Государственного совета, сторонника столыпинской аграрной реформы В. И. Денисова), состоявшееся 7 (20) июня 1908 года, утвердило Устав Общества и приняло решение о названии. Третье учредительное собрание прошло 7 (20) сентября 1908 года под председательством В. И. Денисова. Первое после утверждения Устава общее собрание состоялось 7 (20) ноября 1908 года в зале Императорского сельскохозяйственного музея в Соляном городке и было целиком посвящено выборам должностных лиц.
Согласно § 1 своего Устава, Общество «Русское зерно», созданное по инициативе П. А. Столыпина, имело целью «содействовать молодым людям в приобретении земледельческих знаний и приемов путём практического обучения их у лиц, занимающихся сельским хозяйством, сельскохозяйственными и кустарными промыслами, как в России, так и за границею, преимущественно в славянских странах». Для подбора и отправки практикантов в Обществе составили опросный лист, в котором требовалось указать данные о наличии и местонахождении земли у соискателя, составе семьи, образовании, а также в какой стране он желал бы обучаться. Возвращающимся с практики крестьянам Общество указывало: «долг каждого вернувшегося крестьянина завести у себя образцовое хозяйство, которое служило бы на пользу родине и примером для односельчан».
Председателем Общества стал В. И. Денисов, товарищами председателя — В. И. Стемпковский и А. А. Столыпин (позднее он стал председателем Общества).
В Совет Общества входили В. Д. Батюшков, граф В. А. Бобринский, Д. Н. Вергун, Э. К. Высокович, К. Ю. Геруц, Л. И. Данилович, Т. И. Дурдина, П. Н. Елагин, И. С. Клюжев, Е. П. Ковалевский, Я. В. Кривцов, Д. М. Левшин, барон А. О. Мирбах, А. С. Небольсина, С. Ю. Раунер, Л. И. Рындин, Н. А. Тиран, И. В. Холщевников, И. А. Соболев, баронесса С. М. Нолькен, П. В. Янковский, А. А. Ячевский. Штаб‑квартира находилась по адресу: Санкт-Петербург, Симеоновская улица, 1.
Общество «Русское зерно» было добровольным, его первоначальный фонд составлялся из членских взносов и пожертвований. Довольно быстро оно открыло свои отделения во многих губернских и даже уездных городах России: 22 октября 1909 года в Перми по инициативе губернатора А. В. Болотова было открыто первое провинциальное общество «Русское зерно». Также открывались отделения за границей, где онивозглавлялось членами-попечителями, которые избирались, как правило, из профессоров местных сельскохозяйственных школ и училищ. Их главной обязанностью было распределение русских практикантов по училищам и фермам, помощь в овладении иностранным языком и контроль за работой.
Первым кандидатом, который был представлен Совету общества в феврале 1909 года, стал 18-летний сын врача из Тамбовской области Николай Тусунов; он поехал в словенскую область Австро-Венгрии, Крайна. Туда же в апреле 1909 года отправилась целая группа из 10 человек, жителей разных губерний Российской империи. К весне 1910 года в Обществом было получено уже 125 заявлений. За период 1908—1915 годов обществом было послало за границу (Чехию, Словакию, Болгарию, Германию, Францию, Данию) и в отечественные образцовые хозяйства (в Финляндии и Прибалтике) сотни практикантов (в основном мужского пола, в возрасте от 19 до 30 лет) из различных районов страны. По данным на 1 января 1914 года передовое сельскохозяйственное производство на практике изучили 250 человек. Большинство имело высокий образовательный ценз: выпускники сельскохозяйственных школ, учительских семинарий, иногда среди них попадались даже гимназисты. Обычно срок командировки ограничивался девятью месяцами, но некоторые (в зависимости от типа хозяйства) оставались на два года. После возвращения все практиканты приветствовали фермерский вариант землепользования, поддерживая столыпинские реформы. Однако многие земляки враждебно относились к вернувшимся и не желали отпускать их из общины на хутора; тамбовский практикант А. С. Сажин писал: «Но поверьте, очень трудно склонить крестьянина к более лучшей жизни… у нас агрономы борются на чтениях и беседах, а крестьянин только и говорит, что дай больше земли, тогда и мы хозяйствовать». А. А. Столыпин внимательно следил за деятельностью вернувшихся питомцев; лучшим хозяевам «Русское зерно» выделяло премии — племенным скотом, элитным зерном или сельскохозяйственными машинами на сумму до 1 тысячи рублей. Письма-отчёты практикантов А. А. Столыпин объединил в два обширных сборника — «Письма крестьян» .
24 сентября 1911 года (практически сразу же после убийства П. А. Столыпина) на очередном заседании Общества рассматривался вопрос о посылке русских крестьян на заработки в Аргентину, что не соответствовало заявленным целям Общества; была создана Аргентинская комиссия. В печати появилась оживлённая полемика, в которой ставился вопрос: «Разве в интересах России подобное окончательное выселение рабочих, преимущественно мужского пола, в наиболее продуктивном возрасте? И вдобавок в ту самую Аргентину, которая является для нас серьезным конкурентом на мировом хлебном рынке» (экономист-обозреватель В. К. Кюнцель). Лишь в декабре 1912 года Аргентинская комиссия была закрыта. В 1913 году общество перешло в Главное управление землеустройства и земледелия.
Октябрьская революция привела к прекращению деятельности общества.